# Катанги
Катанги (катанг, катаанг) — один із 49 офіційно визнаних народів Лаосу. За мовою належать до числа народів бру.

## Розселення і чисельність
Розселені в центральній частині півдня Лаосу, переважно в провінціях Саваннакхет (райони Атсапхангтхонг, Тхапангтхонг, Сонбулі, Пхін, Сонгкхон, Чампхон) і Сараван (райони Кхонгседон, Таой, Тумлан, Сараван, Лаонгам, Вапі), окремі групи живуть у провінції Тямпасак (райони Санасомбун і Паксонг).
Чисельність катангів за даними перепису населення Лаосу 2015 року становила 144 255 осіб, це 2,2 % всього населення (сьомий за чисельністю народ країни). Дані попередніх переписів: 1995 рік — 95 400 осіб; 2005 рік — 118 276 осіб, у тому числі 71 805 осіб у провінції Саваннакхет, 41 664 особи в провінції Сараван і 3 990 осіб у провінції Тямпасак.
У Таїланді є декілька невеличких громад, що говорять катанзькою мовою, але називають себе бру. Вони живуть в окрузі Khong Chiam провінції Убонратчатхані, біля кордону з Лаосом, по інший бік від річки Меконг.

## Мова
Говорять катанзькою мовою, яка належить до західної групи катуйських мов (мон-кхмерська гілка австроазійських мов). Розрізняють північний (код ISO 639-3: ncq) і південний (код ISO 639-3: sct) варіанти катанзької мови.
Всі групи населення активно використовують рідну мову в повсякденному житті. Існує словник катанзької мови. Використовується лаоське письмо.
Катанги також користуються лаоською мовою. Рівень грамотності (лаоською) 25-50 %.
Назву катанг (Katang) має також один із діалектів мови таой. Ця глосонімічна плутанина, очевидно, є результатом географічної близькості цих мовних громад, що живуть на півночі провінції Сараван.

## Релігія
Переважають традиційні анімістичні вірування, яких дотримується 69,92 % катангів, 30,00 % буддисти, 0,08 % християни. Діяльність християнських місіонерів стикається із сильною протидією з боку місцевої влади, шаманів та лідерів громад, які вважають, що присутність християн викличе прокляття духів, яким люди поклонялися протягом незліченних поколінь. Серед катангів, що тісно контактують з лаосцями, поширюється буддизм.
Катанги вірять в існування добрих та злих духів, які присутні всюди в природі. Вони просять у духів гарного врожаю та благословення в день весілля. Коли трапляються стихійні лиха чи хвороби, духам приносять у жертву свиней, курей, рис, алкоголь, а в більш серйозних випадках — буйвола. Жертви приносять у спеціальних хатинках духів, збудованих у лісі на деякій відстані від села. Буйволів забивають на спеціальному жертовному майданчику в центрі села або за його межами. На вході до традиційного катанзького села стояли «ворота духів», які мали захищати від проникнення будь-якого зла із зовнішнього світу.
Кладовища розташовуються за межами села. Катанги не вшановують предків і не мають вівтарів у своїх хатах.

## Господарство

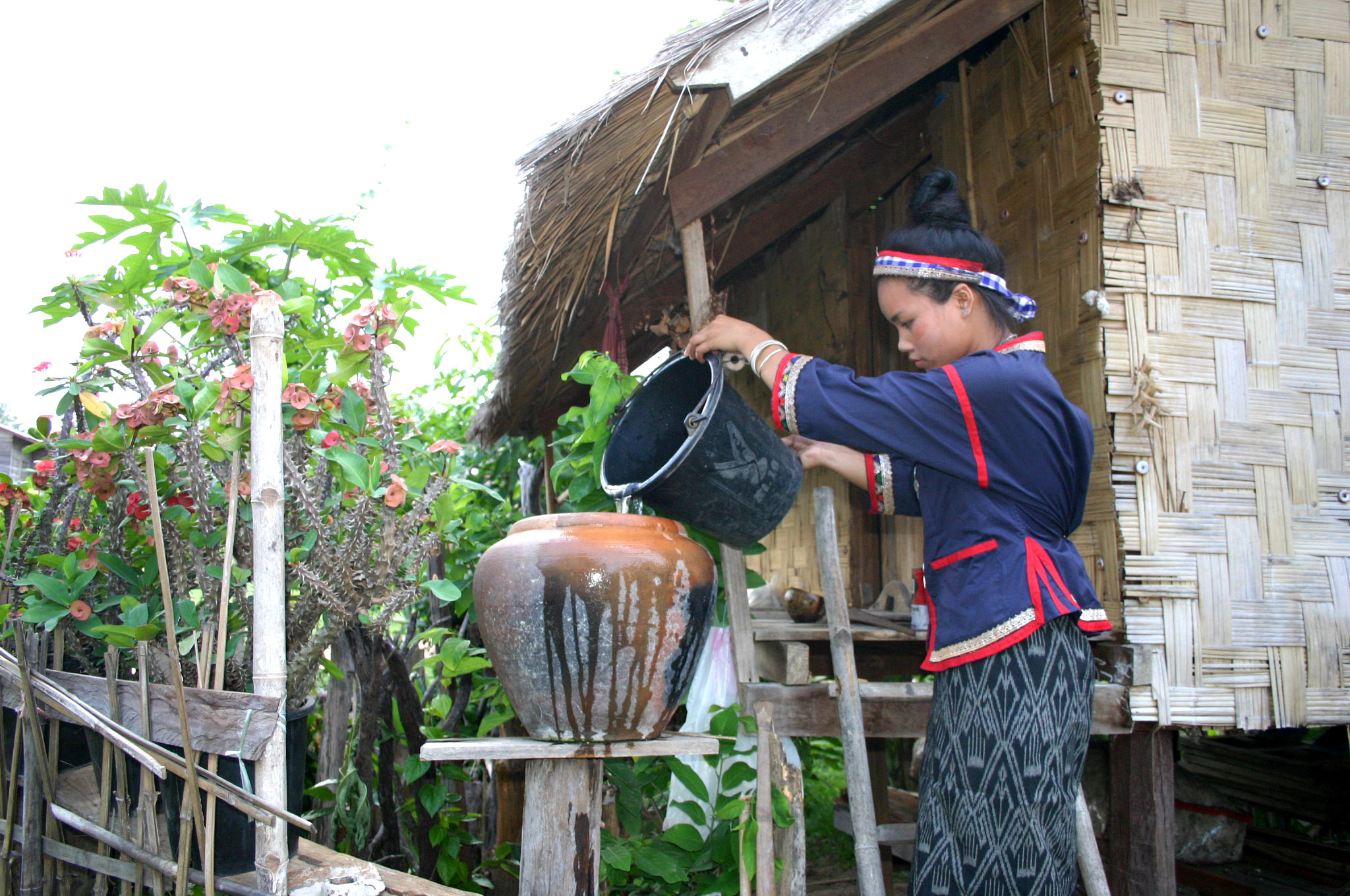

Основне заняття — землеробство. Практикують перелоговий метод обробки землі й вологий спосіб вирощування рису. У гірський районах вирощують гірський рис. Вирощують також банани, лайм, апельсини, цукровий очерет, гарбузи, огірки, помідори, кукурудзу, перець, тютюн.
Тримають буйволів як тяглову худобу та для ритуальних жертвоприношень. На м'ясо розводять свиней, собак, качок та курей. Собаче м'ясо вважається делікатесом.
Чоловіки полюють та рибалять. У гірських районах дичину полюють з крем'яними рушницями, самострілами, пращами та пастками. Рибу ловлять в основному сітками та пастками. В лісах збирають їстівні види рослин, жаб, цвіркунів, личинок та равликів.
Виготовляють кошики, циновки та інші прості вироби ручного ремесла.

## Культура
В останні десятиліття багато катангів переселилося з гір на рівнини, де вони втратили значну частину своєї культурної спадщини й асимілюються, засвоюючи лаоську культуру та мову. Одяг катангів тепер не відрізняється від лаоського.
Серед аспектів катанзької культури, які наразі перебувають під загрозою зникнення, традиційна довга хата. Протягом століть розширені катанзькі сім'ї, що включають декілька поколінь родичів, жили під одним дахом. Коли молодь одружувалось, хату розширяли для розміщення нової пари та дітей, яких вони матимуть згодом. У селі Тумлан, що за 40 км на північ від містечка Сараван, туристи можуть відвідати довгу хату завдовжки 100 метрів, у якій живе тридцять окремих сімей. Спеціально на продаж тут виготовляють вироби традиційного ремесла.
У катанзьких селах на рівнині хати будують в лаоському стилі, часто тут немає традиційних довгих хат та громадського жертовного майдану. Люди живуть у менших хатах, розрахованих на окремі нуклеарні сім'ї. Хати однокамерні, їх будують з бамбука або дерев'яних дощок, криють соломою. Бамбукова драбина веде до критого або відкритого ґанку перед входом.
Сільська громада є основною одиницею катанзького суспільства. Сільський староста керує усіма справами громади. Разом із радою старійшин та шаманом він організовує щорічні урочистості для вшанування духів.
Шлюб переважно моногамний. Після весілля молодята йдуть жити в хату чоловіка. Часто вкладають шлюби з представниками інших народів, особливо з бру та таой.
У минулому катанги, як чоловіки, так і жінки, мали традицію розтягувати мочки вух і вставляли в них великі бамбукові трубочки як прикраси. Сьогодні катанги не носять багато прикрас.
Тютюнопаління та жування бетелю є популярним як серед чоловіків, так і серед жінок. Готують рисовий самогон і споживають його на свята.